# Arte derivado de La Gioconda
La Gioconda, famosa pintura de Leonardo da Vinci, ha despertado a través del tiempo una gran cantidad de curiosidades, las cuales han llevado al arte contemporánea a inspirarse en la pintura:

## Canciones
- En 1950, Mona Lisa, una balada de Nat King Cole en homenaje al cuadro, fue el sencillo más vendido durante 8 semanas, alcanzando 3 millones de copias vendidas y fue premiada con un Oscar a la mejor canción en una banda sonora[1]
- Mona Lisas and Mad Hatters de Elton John (Honky Chateau, 1972)[2]
- Mona Lisa de Willie Nelson[3]
- Mona Lisa de Nino Bravo[4]
- Mona Lisa del cantante brasileño Jorge Vercilo.

## Libros
- "Valfierno", del escritor argentino Martín Caparrós y ganador del premio Planeta en 2004.[5] En torno a este libro, se suscita una polémica puesto que el exembajador argentino en los Estados Unidos, Diego Guelar, reclama la autoría del libro, asegurando que fue plagiado.[6]
- "El Código da Vinci", del escrito Dan Brown en 2005.
- "El día que robaron la Mona Lisa" (Day They Stole the Mona Lisa), del escritor Seymour Reit, publicada en 1981. En el libro se realiza una reconstrucción de los hechos que circundaron el robo del cuadro en 1911.[6]

## Teatro
- ¿Quién robó la Gioconda?, del escritor Vittorio di Girolamo y del productor Luis Fierro. La obra polemiza acerca de la verdadera motivación que tuvo el ladrón del cuadro.[7]

## Filmografía
- La Gioconda, dirigida por Giacinto Solito y estrenada en 1953.

- La sonrisa de Mona Lisa (Mona Lisa Smile), dirigida por Mike Newell y lanzada en 2003.[8][9]